# 심기준
심기준(沈基俊, 1961년 10월 19일 ~ )은 대한민국의 제20대 국회의원이었던 정치인이다.

## 학력
- 관설초등학교 졸업
- 원주중학교 졸업
- 원주고등학교 졸업
- 상지대학교 자원학과 학사

## 경력
- 민주연합청년동지회 중앙회 조직국 국장
- 노무현 대통령후보 중앙선거대책위원회 조직국 국장
- ~ 2010.12 민주당 강원도당 사무처장
- 2011.06 ~ 2012.01 강원도지사 정무특별보좌관
- 노무현재단 기획위원
- 세광포럼 운영위원회 위원장
- 2015.01 ~ 2015.12 새정치민주연합 강원도당 위원장
- 2015.12 ~ 2018.08 더불어민주당 강원도당 위원장
- 2016.08 ~ 2017.06 더불어민주당 최고위원
- 2016.09 ~ 2018.03 더불어민주당 2018평창동계올림픽 지원특별위원회 위원장
- 2017.03 ~ 2020.03 제20대 국회의원 (비례대표, 더불어민주당→무소속, 초선)
  - 2017.03 ~ 2018.05 제20대 국회 전반기 기획재정위원회 위원
  - 2017.04 ~ 2018.03 제20대 국회 평창동계올림픽 및 국제경기대회지원 특별위원회 위원
  - 2018.07 ~ 2020.05 제20대 국회 후반기 기획재정위원회 위원
  - 2018.10 ~ 2019.06 제20대 국회 후반기 윤리특별위원회 위원
  - 2019.07 ~ 2020.05 제20대 국회 후반기 예산결산특별위원회 위원
- 2020.03 ~ 2020.05 제20대 국회의원 (비례대표, 더불어시민당→더불어민주당, 초선)[1]
  - 2020.03 ~ 2020.04 제21대 국회의원 선거 더불어시민당 중앙선거대책위원회 총괄총무 본부장 겸 강원·호남 권역 위원장[2][3][4]

## 논란

### 정치자금법 위반 혐의
2016년 9월부터 2018년 2월까지 기업인 A씨로부터 십여 차례에 걸쳐 3600만 원 상당의 불법 정치자금을 받은 혐의(정치자금법 위반)로 불구속 기소되어 2020년 1월 16일 춘천지법 원주지원에서 열린 1심에서 징역 8개월, 집행유예 2년을 선고받고, 추징금 3600만 원을 명령했다. 이후 2024년 정부가 설 명절을 앞두고 형 선고를 실효시키고 심기준 전 국회의원은 복권 대상에 포함됐다. 

## 역대 선거 결과
| 실시년도 | 선거   | 대수 | 직책     | 선거구   | 정당         | 득표수       | 득표율          | 순위          | 당락 | 비고       |
| -------- | ------ | ---- | -------- | -------- | ------------ | ------------ | --------------- | ------------- | ---- | ---------- |
| 2016년   | 총선   | 20대 | 국회의원 | 비례대표 | 더불어민주당 | 6,069,744 표 | \| \| 25.54% \| | 비례대표 14번 |      | 초선, 승계 |
|          | 25.54% |      |          |          |              |              |                 |               |      |            |

## 같이 보기
- 대한민국 제20대 국회의원 선거 더불어민주당 후보 목록#비례대표